# ロバート・S・マクレイ

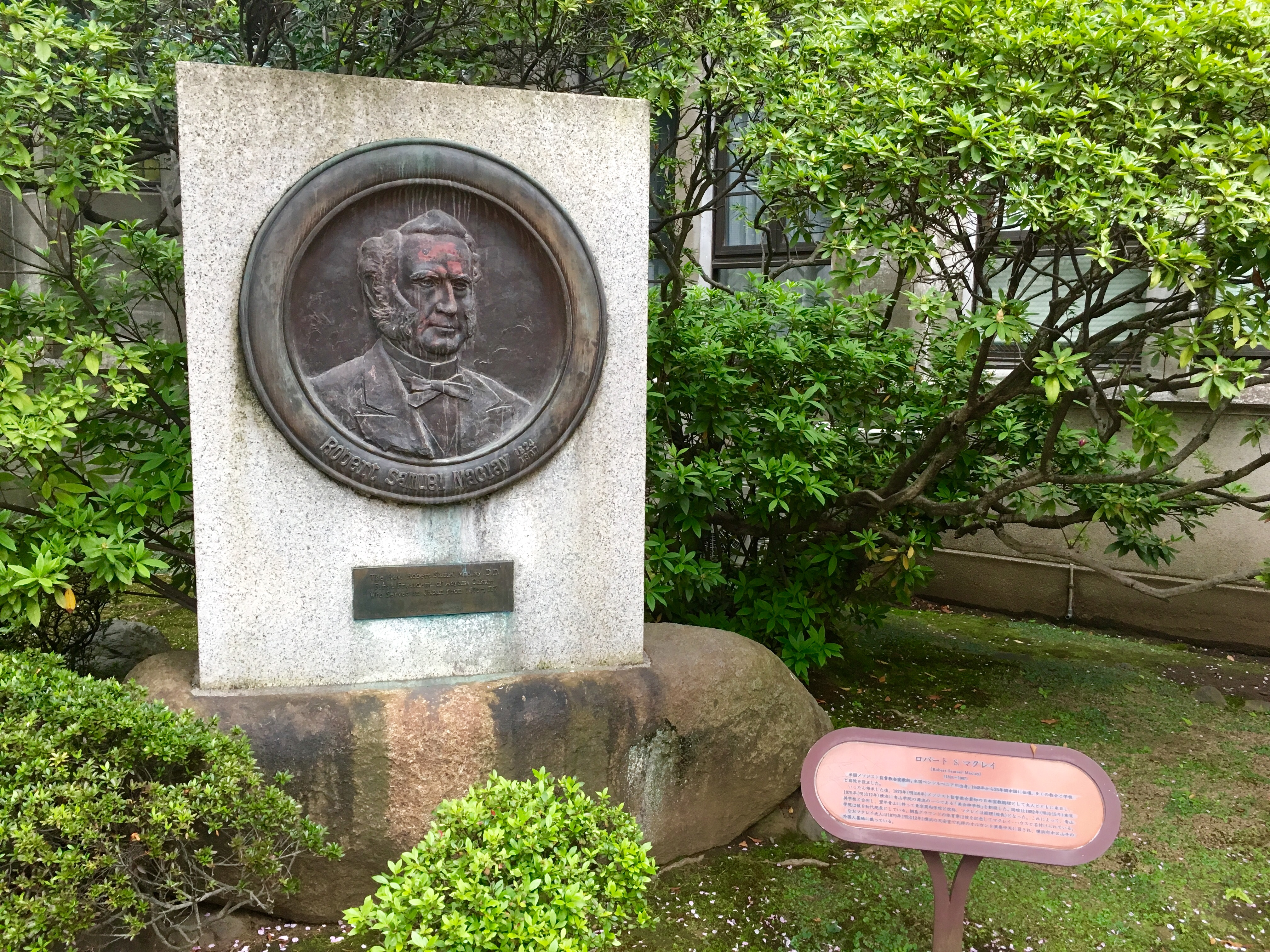
青山学院青山キャンパス内の石碑

ロバート・サミュエル・マクレイ（Robert Samuel Maclay、1824年2月7日 - 1907年8月18日）は、アメリカ合衆国の宣教師、美会神学校（青山学院大学の源流の一つ）の創立者、青山学院初代院長（東京英和学校初代総理）。

## 人物
1824年にペンシルベニア州に生まれる。ディッキンソン大学卒業。幼い頃は、長老派教会の教育を受けたが、メソジスト派に惹かれる。米国メソジスト監督教会ボルティモア年会から按手礼を受け、巡回教師などに従事する。
東洋への宣教を志し、1845年にメソジスト監督教会宣教師として中国福州に渡り、25年間宣教活動を行う。そのかたわら、『華英辞典』を著す。その後、長年にわたり鎖国をしていた日本への宣教の必要性を感じ、1873年に日本に渡る。1879年に横浜山手でキリスト教神学を教授する美會神学校を設立し、日本人伝道者の養成を目指した。なお美會神学校の設立の際には、ジョン・F・ガウチャーからの多額寄付があった。
1883年（明治15年）、美會神学校は東京英学校と合併して東京英和学校（現：青山学院）となり、同氏は初代総理（現在の院長職）に就任し、1887年(明治20年)に帰米するまでその職にあった。
1907年、カリフォルニア州ロサンゼルス市で逝去。 墓所はカリフォルニア州ロサンゼルス市アンジェラス・ローズデール墓地（Angelus-Rosedale Cemetery：1831 West Washington Boulevard, Los Angeles, California）。

## 家族
彼の兄弟のチャールズ・マクレイはカリフォルニア州上院議員である。また、従兄弟にはアメリカ西海岸最古の名門私立大学である南カリフォルニア大学創立者のロバート・マクレイ・ウィドゥニー、南カリフォルニア大学二代目学長en:Joseph Widneyがいる。

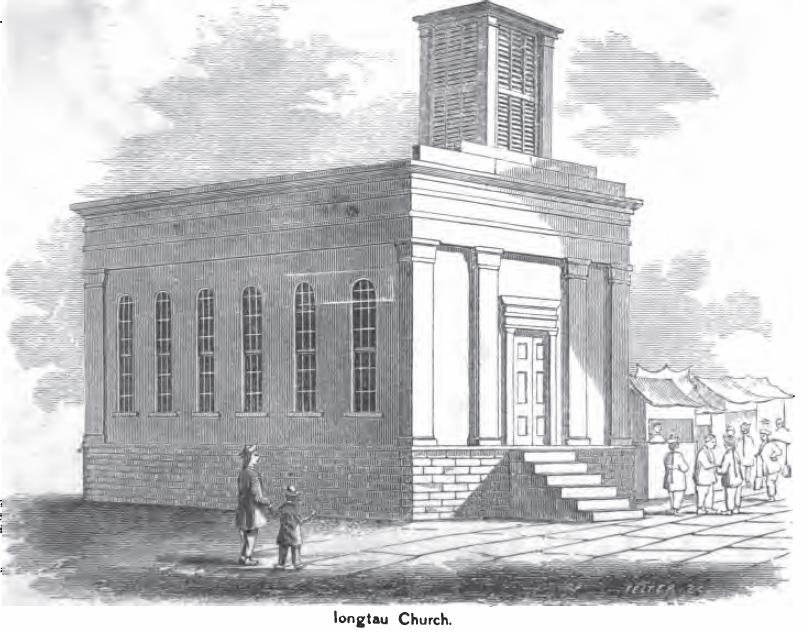
真神堂（東アジア最初のメソジスト教会）、1856年建築

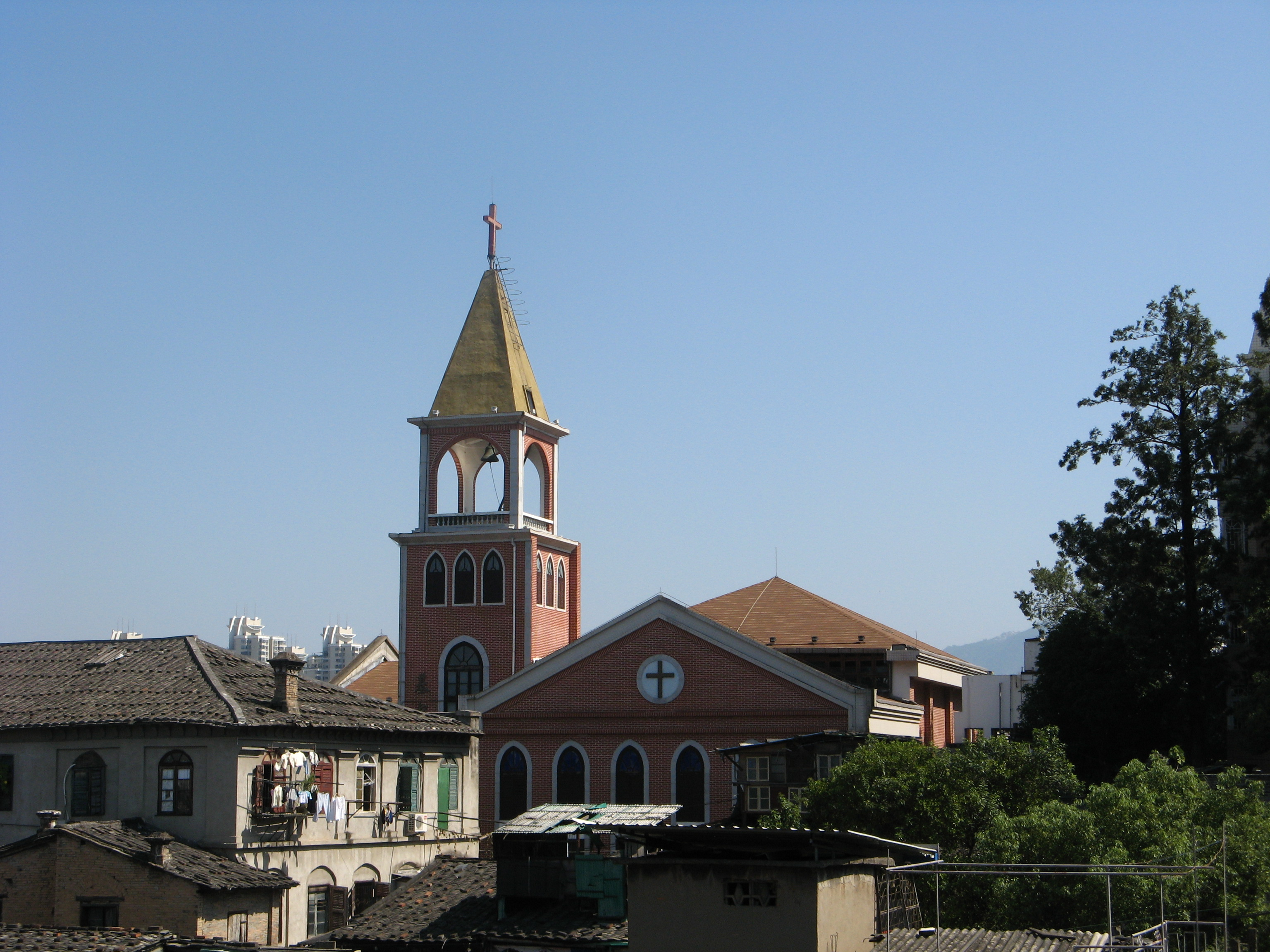
天安堂、1856年建築

## 宣教先
- 中国
- 李氏朝鮮
- 日本